# Szöszös döggomba
A szöszös döggomba (Entoloma araneosum) a döggombafélék családjába tartozó, Európában honos, lomberdőkben élő, nem ehető gombafaj.

## Megjelenése
A szöszös döggomba kalapja 0,5-3 cm széles, eleinte kúpos vagy harang alakú, majd széles domborúan kiterül, a közepén általában lapos púppal. Színe szürkés, néha barnás, felületét sűrűn borítják az ezüstszürke szálak-pikkelyek, amelyek idővel fokozatosan lekopnak. Csak kissé higrofán (színe nedvesen intenzívebb, szárazon kifakul). Széle kezdetben begöngyölt, később egyenes.
Szaga és íze gyenge, némileg lisztes. 
Lemezei közepesen sűrűek. Színük eleinte szürke, később barna, esetleg a spóráktól rózsás árnyalattal. 
Tönkje 2,5-7 cm magas és 0,-0,5 cm vastag. Alakja hengeres, a tövénél megvastagodott. Színe szürke vagy szürkésbarna, a kalapénál halványabb. Felszíyne a csúcsánál pelyhes, lejjebb ezüstszürkén szálas.
Spórapora rózsaszínű. Spórája szögletes, 6-8 csúcsú, mérete 10-14 x 7-8 µm. 

### Hasonló fajok
Az olív árnyalatú  csillámló döggomba hasonlít hozzá.

## Elterjedése és termőhelye
Európában honos. 
Lombos fák alatt nő, inkább nedves környezetben. Augusztustól novemberig terem. 

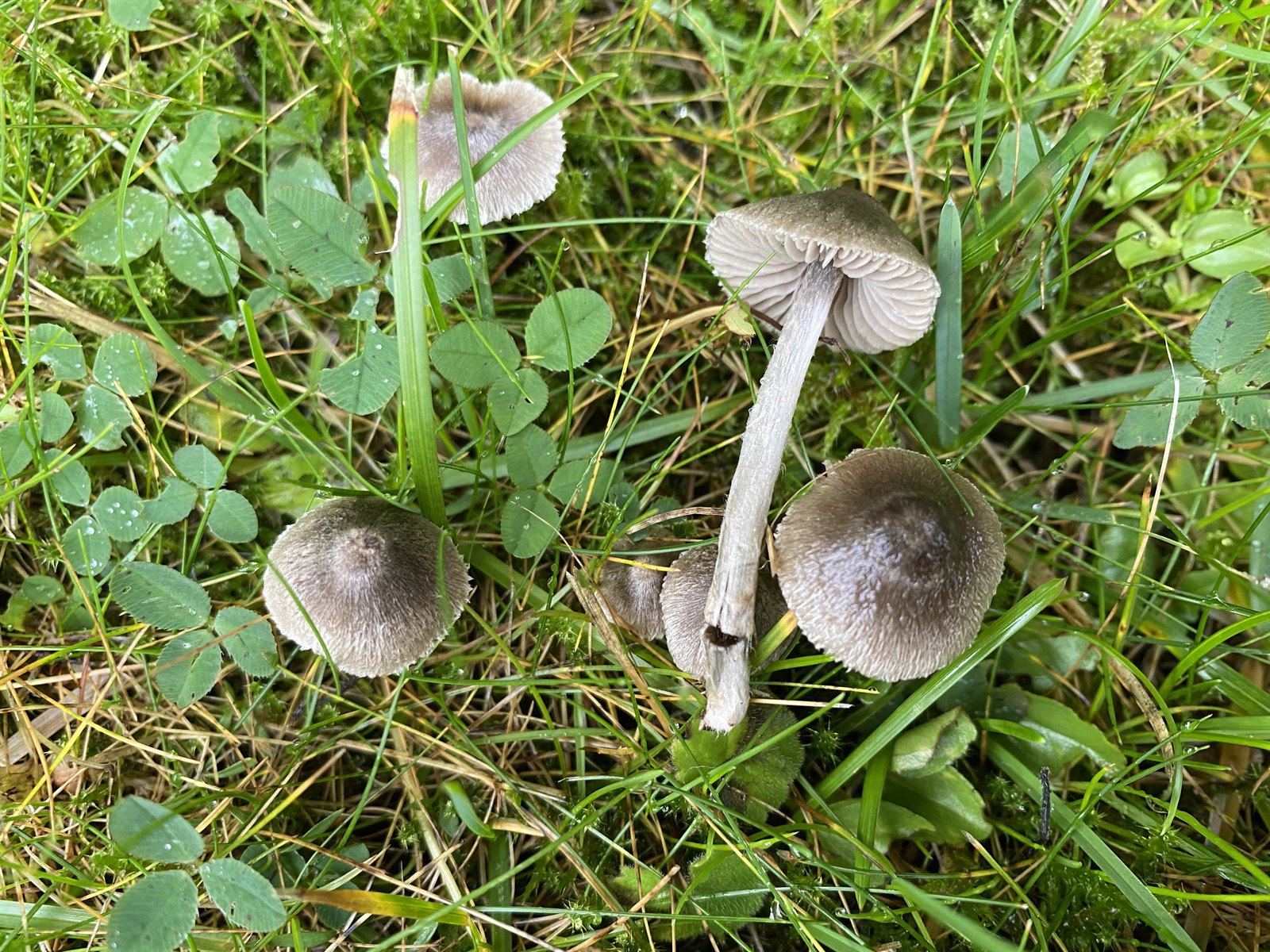
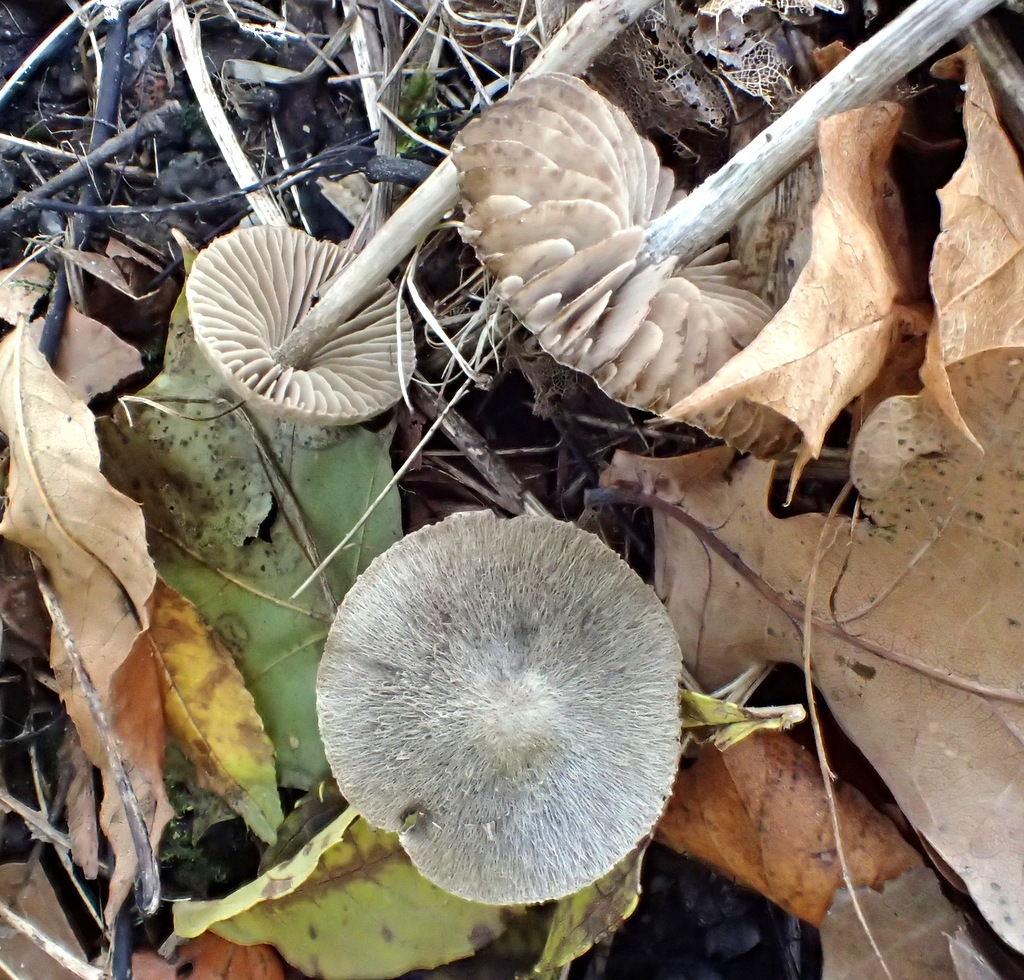
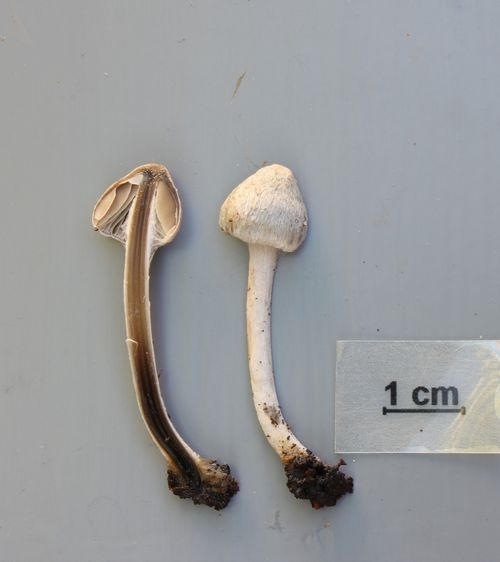

Nem ehető. 